# Shootfighting
Shootfighting o shoot fighting es un deporte de combate y arte marcial desarrollado en Estados Unidos a partir del shoot wrestling. Este sistema entrena todas las distancias posibles en la lucha sin armas, utilizando puñetazos, patadas, rodillazos, clinch, proyecciones y combate en el suelo; en conjunto, engloba varias disciplinas de artes marciales y lucha libre. En cierto modo se podría considerar al shootfighting como una versión moderna del pankration griego. 
La palabra shoot fighting era antiguamente usada como sinónimo de las artes marciales mixtas, en contraposición a shoot wrestling, que era sinónimo de la lucha libre profesional. No fue hasta que el shoot wrestling comenzó a expandirse fuera de la lucha libre que el término fue usado para describir al sistema de lucha híbrido que Bart Vale creó a partir del shoot wrestling.
Ejemplos de practicantes de esta disciplina pueden encontrarse en otras, como shootboxing. Ken Shamrock es posiblemente el shootifghter más reconocible de la actualidad, ya que realizó este arte en los primeros días de Ultimate Fighting Championship.

## Historia
Este sistema nació con un luchador de origen alemán, llamado Karl Gotch, que emigró a Japón y enseñó lucha libre antigua a un grupo de luchadores de pro wrestling japoneses, como Soranaka y Fujiwara, que se interesaron por un sistema de combate realista, y empezaron a dejar de lado el pro wrestling para combinar lo enseñado por Goth con Muay Thai, modificando las técnicas hasta crear un sistema propio que llamaron Shootfighting.

## Reglas
Los combates de shootfighting se basan principalmente en competidores de peso pesado (más de 100kg), aunque recientemente se han desarrollado divisiones más ligeras. Las luchas profesionales duran 30 minutos sin paradas, y 10 minutos las amateur. Tienen lugar en cuadriláteros de lucha libre, y los competidores tienen permitido asestar patadas, rodillazos o codazos a cualquier parte del cuerpo, excepto la entrepierna. Los puñetazos están permitidos al torso, pero como no se usa guantes, no a la cabeza; sin embargo, golpes con la palma abierta a la cabeza sí están regulados. Cualquier tipo de proyección o derribo es legal, y los competidores pueden golpear a un oponente derribado. Adicionalmente, se permite cualquier tipo de técnica de sumisión a las articulaciones y estrangulación sanguínea. Las únicas acciones que conllevan la descalificación son estrangulación aérea, ataques al ojo, ataques a la entrepierna y puñetazos cerrados a la cara.
Se gana la lucha cuando un competidor es noqueado durante una cuenta de 10, noqueado cinco veces o forzado a rendirse. Cualquier luchador víctima de una sumisión puede agarrar las cuerdas para invalidar la llave, pero esto cuenta como una tercera parte de un knockout en su contra. Utilizar las cuerdas para esto en 15 ocasiones equivale a derrota. Finalmente, combates que superan el límite de tiempo sin una victoria son declarados empate.